# MotionPortrait
MotionPortrait – japoński program komputerowy do przerabiania zdjęcia osoby na interaktywną animację (flash) głowy osoby ze zdjęcia. Animowana twarz potrafi poruszać głową, oczami, ustami. Może też się odzywać (a raczej odtwarzać zapisane już nagrania wprowadzone do pliku), a podczas poruszana głową włosy falują.
Program powstał przy współpracy SONY.
Do animacji poza zdjęciami ludzi można także wykorzystać rysunki w stylu mangowym.